# Molinos, Aragonien
Molinos är en kommunhuvudort i Spanien.   Den ligger i provinsen Provincia de Teruel och regionen Aragonien, i den östra delen av landet, 280 km öster om huvudstaden Madrid. Molinos ligger 836 meter över havet och antalet invånare är 319.
Terrängen runt Molinos är lite kuperad. Runt Molinos är det mycket glesbefolkat, med 3 invånare per kvadratkilometer. Närmaste större samhälle är Alcorisa, 9,8 km nordost om Molinos. Omgivningarna runt Molinos är i huvudsak ett öppet busklandskap.